# Cheirodon australe
Cheirodon australe är en fiskart som beskrevs av Eigenmann 1928. Cheirodon australe ingår i släktet Cheirodon och familjen Characidae. IUCN kategoriserar arten globalt som otillräckligt studerad. Inga underarter finns listade i Catalogue of Life.